# Eriko Yamatani
Eriko Yamatani (山谷 えり子) (19 septembre 1950) est une personnalité politique japonaise. Son nom d'usage est Yamatani ; son nom officiel est Eriko Ogawa (小川恵里子, Ogawa Eriko).

## Biographie
Eriko Yamatani est née à Musashino (Tokyo), au Japon. Son père était journaliste au Sankei shinbun. Elle passe son enfance dans la ville de Fukui, où sa famille, aisée, possède l'auberge ryokan à geisha Beniya à Awara Onsen. Plus tard, lourdement endettée, la famille Yamatani quitte Fukui pour Tokyo. 
Elle est diplômée en mars 1973 de l'université du Sacré-Cœur (ja) (une université privée catholique pour femmes de Tokyo) avec un baccalauréat ès lettres. Elle travaille aux États-Unis pour une maison d’édition. Elle devient rédactrice en chef de Sankei Living Shimbun en 1985 et devient connue comme essayiste et personnalité de la télévision.
En 1989, Yamatani se présente en vain à l’élection à la Chambre des conseillers en tant que candidate du parti démocrate socialiste.
En juin 2000, elle est élue à la Diète du Japon sur la liste du parti démocrate. Elle quitte le parti en 2002 pour rejoindre le Nouveau Parti conservateur. Bien qu'elle ait prévu de briguer le siège représentant le 3e arrondissement de Tokyo en 2003, l'émergence d'Hirotaka Ishihara, fils du gouverneur Shintarō Ishihara, la force à se présenter dans le 4e arrondissement, où elle est battue. Elle revient en 2004 à la Diète en tant qu’élue au scrutin proportionnel du Parti libéral démocrate.
De décembre 2012 à novembre 2017, au sein des gouvernements Abe II et Abe III, elle est Ministre d'État, présidente de la Commission nationale de sécurité publique, Ministre d'État chargée de la Gestion des catastrophes, également chargée de la question des Enlèvements, de la consolidation du Territoire, de la Politique océanique et des Disputes territoriales.
Le 19 décembre 2024, Eriko Yamatani est élué présidente du Groupe parlementaire japonais de soutien au Tibet.

## Prises de position
Yamatani est une opposante vocale à « l'éducation non sexiste » et à l'éducation sexuelle dans les manuels d'économie domestique et dans d'autres parties des programmes scolaires.
Affiliée à l'organisation ouvertement révisionniste Nippon Kaigi, elle défend les revendications territoriales du Japon et se mobilise pour une législation spéciale qui restreindrait les ventes de terres aux étrangers sur l'île de Tsushima et mettrait en place des mesures pour relancer l'économie locale sans avoir à dépendre des touristes sud-coréens. Les Coréens possèdent environ 0,007 % des terres de Tsushima.
Yamatani a également fait des déclarations anti-LGBT, en se moquant du droit des personnes transgenres d'utiliser les toilettes pour leur genre choisi et en imaginant des situations où des athlètes transgenres voleraient des médailles à des athlètes cisgenres,.